# Robinson, Texas
Robinson är en stad i McLennan County i Texas. Vid 2020 års folkräkning hade Robinson 12 443 invånare.